# فيليكس دياز
فيليكس دياز (بالإسبانية: Félix Díaz)‏ (27 فبراير 1927 ببوينس آيرس في الأرجنتين - ) هو لاعب كرة قدم أرجنتيني في مركز الهجوم. لعب مع أتلتيكو أتلانتا ونادي راسينغ.